# Opération de maintien de la paix au Haut-Karabagh

Zones capturées par l'Azerbaïdjan pendant la guerre de 2020.
Zones restituées à l'Azerbaïdjan conformément à l'accord de cessez-le-feu.
Zones du Haut-Karabagh restées indépendantes à la frontière desquelles opèrent les soldats de maintien de la paix russes avant la guerre de 2023.
Corridor de Latchine et monastère de Dadivank contrôlés par les soldats de maintien de la paix russes.

L'opération de maintien de la paix au Haut-Karabagh fait référence aux activités et à la charge de maintien de la paix par la Russie dans la région du Haut-Karabagh de novembre 2020 à septembre 2023, telle que définie par l'accord tripartite du 20 novembre 2020 mettant fin à la seconde guerre du Haut-Karabagh. L'opération vise à faire respecter le cessez-le-feu entre les forces armées arméniennes et karabaghtsies d'un côté, azerbaïdjanaises de l'autre. Outre les forces militaires russes, la Turquie dispose également de personnel travaillant dans un centre de surveillance conjoint russo-turc. 
Les forces de la paix russes sont critiquées pour leur inaction lors du blocus total de 9 mois mis en place par l'Azerbaïdjan début 2023. La guerre de septembre 2023 et l'annexion de la République du Haut-Karabagh par l'Azerbaïdjan le 1er janvier 2024 rendent leur mission caduque. Le 17 avril 2024, Moscou et Bakou indiquent que les forces russes ont commencé à se retirer du Haut-Karabagh.

## Historique

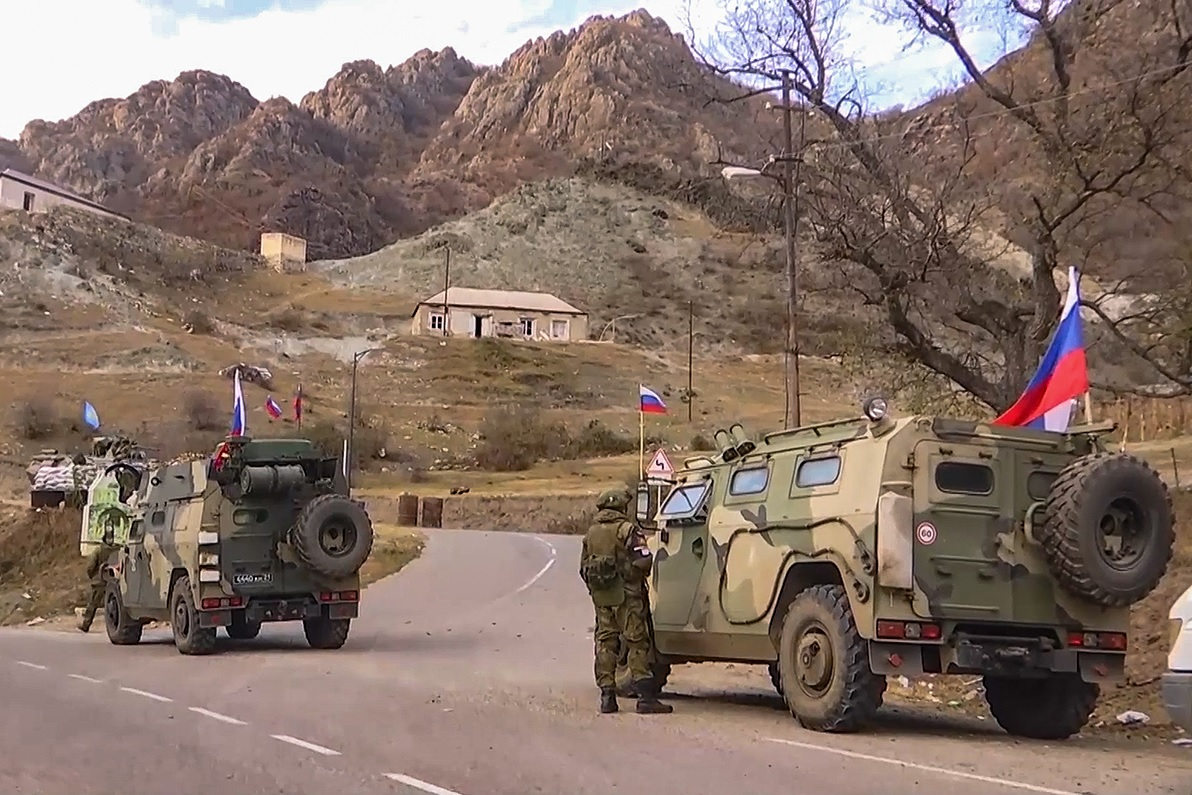
Point de contrôle de la 15e brigade de fusiliers motorisés de la Garde armé par deux GAZ Tigr, le 25 novembre 2020 près de Dadivank, Kelbadjar.

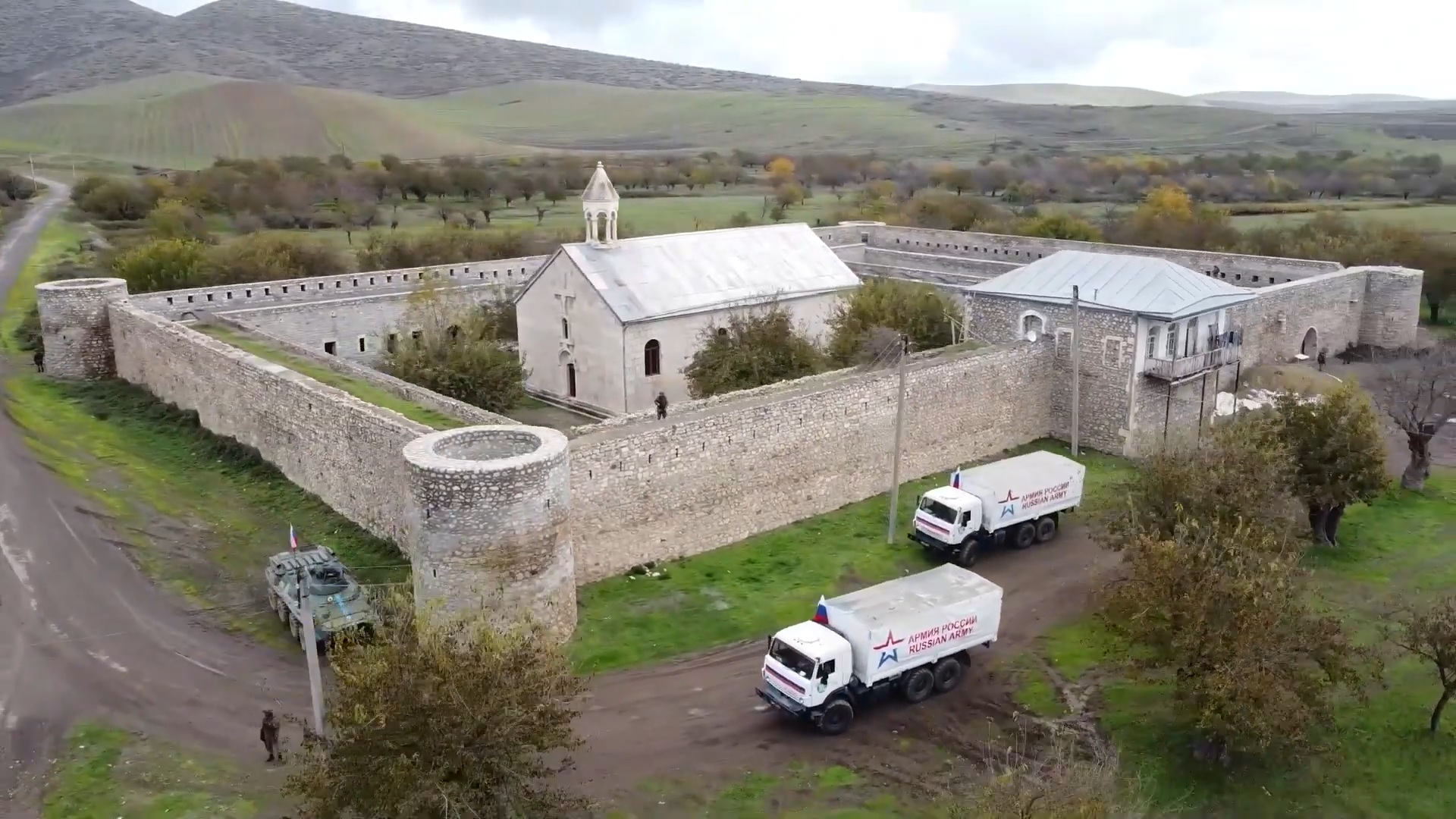
Véhicules de l’armée russe le 2 novembre 2021 devant le monastère arménien d'Amaras.

Après la guerre, conformément à l'accord de cessez-le-feu signé le 10 novembre 2020, la Russie envoie dans la région un contingent de maintien de la paix de 1 960 militaires, fourni par la 15e brigade de fusiliers motorisés de la Garde des forces terrestres russes et dirigé par le lieutenant-général Roustam Mouradov. Les forces de maintien de la paix, dont le quartier général est situé près de Stepanakert, ont établi des postes d'observation le long de la ligne de contact au Haut-Karabagh et le long du corridor de Latchine. À partir de novembre, la Russie aide le comité international de la Croix-Rouge à retrouver et à échanger les corps des soldats tombés au combat des deux côtés, les forces de maintien de la paix russes commençant ensuite des opérations de déminage dans la région.

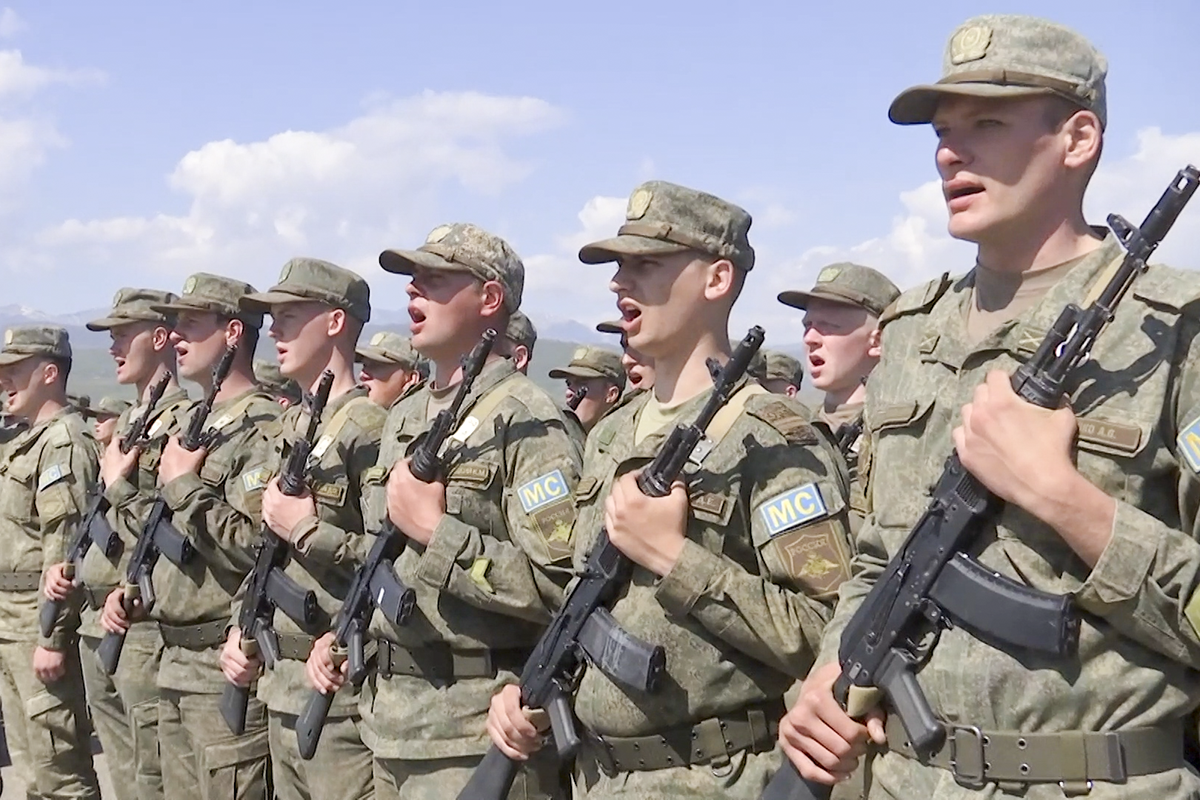
Entrainement le 19 novembre 2021 à la parade du défilé de la victoire par des membres de la 15e brigade armé d'AK-74.

Le 11 novembre 2020, un mémorandum d'accord est signé entre la Russie et la Turquie pour créer un Centre de surveillance conjoint russo-turc (RTJMC) près de Marzili à Aghdam, en Azerbaïdjan. En décembre, la Turquie déploie 136 sapeurs en Azerbaïdjan pour aider au déminage de la région et former le personnel de déminage de l'Azerbaïdjan. Le pays déploie également 35 de ses officiers en Azerbaïdjan. Le RTJMC est opérationnel le 30 janvier 2021, avec un total de 60 militaires des deux côtés surveillant le cessez-le-feu à l'aide de drone. L'état-major turc du RTJMC est dirigé par le général de division Abdullah Katırcı, et l'état-major russe est dirigé par le général de division Victor Fedorenko, tandis que le centre lui-même est gardé par des militaires azerbaïdjanais.
La première rupture majeure du cessez-le-feu confirmée par les forces russes de maintien de la paix dans la région se produit le 11 décembre, près de Hadrout. Pendant la guerre, les villages de Çaylaqqala, Kohne Taghlar, ainsi que le monastère de Katarovank sont devenus un bastion de l'Artsakh dans la province de Hadrout. Des affrontements éclatent autour de la poche arménienne malgré l'accord de cessez-le-feu, les forces azerbaïdjanaises prenant le contrôle de Kohne Taghlar le 12 décembre, et certains affrontements se poursuivent dans la région,. Plus tard, les autorités de l'Artsakh confirment que six de leurs militaires ont été blessés. Les deux camps s’accusent mutuellement d’avoir relancé le conflit. Les forces russes de maintien de la paix demandent alors aux deux parties de respecter le cessez-le-feu. Le 13 décembre, le contingent russe de maintien de la paix reprend le contrôle de la localité. Cependant, le lendemain, le ministère russe de la Défense publie une carte montrant les deux villages en dehors des frontières de la mission de maintien de la paix, et tous deux sont passés sous le contrôle de l'Azerbaïdjan.
Début 2023, le blocus du Haut-Karabagh suscite des critiques internationales et soulève des doutes quant à la capacité et à la volonté des soldats de maintien de la paix russes de remplir leur mission visant à assurer la liberté et la sécurité de circulation le long du corridor de Latchine, conformément à l'accord de cessez-le-feu trilatéral du 9 novembre 2020,. Après 9 mois de blocus, l’Azerbaïdjan lance une offensive militaire contre le Haut-Karabagh le 19 et le 20 septembre 2023. Des attaques contre des bâtiments et des infrastructures civiles sont signalées, notamment des bombardements et des tirs d'artillerie dans la capitale Stepanakert,. Un cessez-le-feu est négocié par le commandement russe du maintien de la paix le deuxième jour après la reddition des forces du Haut-Karabagh. Le 28 septembre, Samvel Chakhramanian, président de la république du Haut-Karabagh, annonce sa dissolution, effective au 1er janvier 2024, rendant caduque la mission de maintien de la paix. 
Au printemps 2024, les forces russes sont toujours présentes au Haut-Karabagh bien qu'elles n'aient plus aucune mission à assurer. D'après certains observateurs elles auraient reçu un mandat de déminage de la part du gouvernement azerbaïdjanais, justifiant ainsi leur présence. Le 17 avril 2024, une annonce surprise conjointe du Kremlin et de Bakou indique que les forces russes ont commencé à se retirer du Haut-Karabagh.